# Daniel R. Eriksson
Daniel R. Eriksson (* 24. Juli 1975) ist ein schwedischer Badmintonspieler. 

## Karriere
Daniel Eriksson gewann nach mehreren nationalen und internationalen Erfolgen im Nachwuchsbereich 1998 seinen ersten schwedischen Titel bei den Erwachsenen, dem 2002 ein weiterer folgte. 1998 siegte er bei den Polish International und den Welsh International. 2000 wurde er mit dem BC Eintracht Südring Berlin deutsche Mannschaftsmeister.

## Sportliche Erfolge
| Saison    | Veranstaltung                     | Disziplin    | Platz | Name |
| --------- | --------------------------------- | ------------ | ----- | --- |
| 1988/1989 | Schweden: Einzelmeisterschaft U15 | Mixed        | 1     | Daniel Eriksson / Erika Olsson (Västra Frölunda / Tjörns BMK)                                                                                               |
| 1988/1989 | Schweden: Einzelmeisterschaft U15 | Herrendoppel | 1     | Daniel Eriksson / Johan Tholinsson (Västra Frölunda / BMK Kungs)                                                                                            |
| 1992/1993 | Schweden: Einzelmeisterschaft U19 | Mixed        | 1     | Daniel Eriksson / Kristin Nilsson (Västra Frölunda / Askim BC)                                                                                              |
| 1992/1993 | Schweden: Einzelmeisterschaft U19 | Herreneinzel | 1     | Daniel Eriksson (Västra Frölunda) |
| 1993      | Junioren-Europameisterschaft      | Herrendoppel | 3     | Daniel Eriksson / Rasmus Wengberg |
| 1993      | Junioren-Europameisterschaft      | Herreneinzel | 3     | Daniel Eriksson |
| 1993/1994 | Schweden: Einzelmeisterschaft U22 | Herreneinzel | 1     | Daniel Eriksson (Västra Frölunda) |
| 1995/1996 | Schweden: Einzelmeisterschaft U22 | Herreneinzel | 1     | Daniel Eriksson (Västra Frölunda) |
| 1996      | Czech International               | Herreneinzel | 1     | Daniel Eriksson |
| 1997/1998 | Schweden: Einzelmeisterschaft     | Herreneinzel | 1     | Daniel Eriksson (Västra Frölunda) |
| 1998      | Polish International              | Herreneinzel | 1     | Daniel Eriksson |
| 1998      | Welsh International               | Herreneinzel | 1     | Daniel Eriksson |
| 1999      | Weltmeisterschaft                 | Herreneinzel | 17    | Daniel Eriksson |
| 1999/2000 | Deutsche Mannschaftsmeisterschaft | Mannschaft   | 1     | BC Eintracht Südring Berlin (Jens Olsson, Sebastian Schmidt, Kristof Hopp, Mikael Rosén, Catrine Bengtsson, Margit Borg, Rikard Magnusson, Daniel Eriksson) |
| 2001/2002 | Schweden: Einzelmeisterschaft     | Herreneinzel | 1     | Daniel Eriksson (Västra Frölunda) |